# Ali Saibou
Ali Saibou (1940 – 31 oktober 2011) was een Nigerees politicus. Hij was de derde president van Niger.

## Levensloop
Saibou behoorde tot de Djerma-stam. Hij was vanaf jonge leeftijd geïnteresseerd in een militair carrière en voegde zich in 1954 bij het Eerste Senagalese Tirailleurs Regiment. Hij vocht in 1960 in Kameroen en raakte daarbij gewond. Nadat Niger in 1960 onafhankelijk werd maakte Saibou de overstap naar het leger van Niger. Hij kreeg daar de rang van sergeant. Hij studeerde in 1969 aan de officierenschool en kreeg daarna het commando over een eenheid bij N'Guigmi. In 1973 werd Saibou overgeplaatst naar een nieuwe eenheid bij Agadez en kreeg daar de rang van kapitein.
Saibou was betrokken bij de coup van zijn neef Seyni Kountché. Deze coup slaagde en Kountché kwam aan de macht. Saibou werd als beloning tot majoor gepromoveerd en werd minister van Landbouw in het kabinet van Kountché. Op 20 november werd hij stafchef van de president.
Kountché had een zekere achtergrond richting Saibou. In juni 1975 vroeg hij zijn neef om het commando van zijn legereenheid neer te leggen. Saibou ging daarmee akkoord en won daarmee het vertrouwen van Kountché. Kountché overleed op 10 november 1987 en Saibou werd door de Hoge Militaire Raad benoemd als zijn opvolger.
Onder Kountché waren veel burgers vervolgd en opgesloten. Ook was er weinig vrijheid van meningsuiting. Saibou liberaliseerde sommige wetten en de bevolking kreeg meer vrijheid. Toch ging ook hij niet zover om totale democratie toe te staan. Saibou richtte de Nationale Beweging voor de Ontwikkeling van de Maatschappij (MNSD) op en schreef voor december 1989 nieuwe presidentsverkiezingen uit. Hij was echter de enige kandidaat die deel mocht nemen.
Vanuit de bevolking kwam er steeds meer protest tegen Saibou. Protesten van studenten en een aanval van Toeareg op een politiestation in Tchin Tabaraden leidde ertoe dat er in 1991 een Nationale Conferentie werd gehouden. Daar werden plannen gemaakt voor het opstellen van een nieuwe grondwet, en nieuwe democratische verkiezingen. Er werd in november 1991 een tijdelijke overgangsregering gevormd, die het land zou leiden tot alle benodigde maatregelen voor vrije verkiezingen, zouden zijn genomen. Saibou bleef aanvankelijk nog aan als partijleider van MNSD, maar werd in aanloop naar de presidentsverkiezingen vervangen door Mamadou Tandja.
Saibou bleef tot 16 april 1993 aan als president tot Mahamane Ousmane, die de verkiezingen had gewonnen, werd benoemd. Hij keerde terug naar zijn geboorteplaats en ging met pensioen.